# 卡利琴基
51°5′51″N 34°9′0″E / 51.09750°N 34.15000°E
卡利琴基（烏克蘭語：Кальченки）是位於烏克蘭東北部的村莊，由蘇梅州蘇梅區的沃羅日巴市鎮負責管轄。該村海拔高度173米，主要經濟活動是農業，2001年該村落人口269。